# پرلی
پرلی (به انگلیسی: Purleigh) یک روستا و محله مدنی در بریتانیا است که در Maldon واقع شده‌است. پرلی ۱٬۲۷۱ نفر جمعیت دارد.